# Роман Лонгшам де Бер'є
Роман Лонгшам де Бер'є (9 серпня 1883, Львів — 3 липня 1941, там само) — польський правознавець, професор, член-кореспондент Польської АН з 1931, ректор Львівського університету.

## Життєпис
Народився в сім'ї вихідців з Франції — гугенотів, які залишили країну ще в XVII столітті. Батько, Броніслав, був військовим лікарем.
У 1901 році закінчив гімназію у Львові. У 1901—1905 роках навчався на юридичному факультеті Львівського університету.